# NIKA Racing

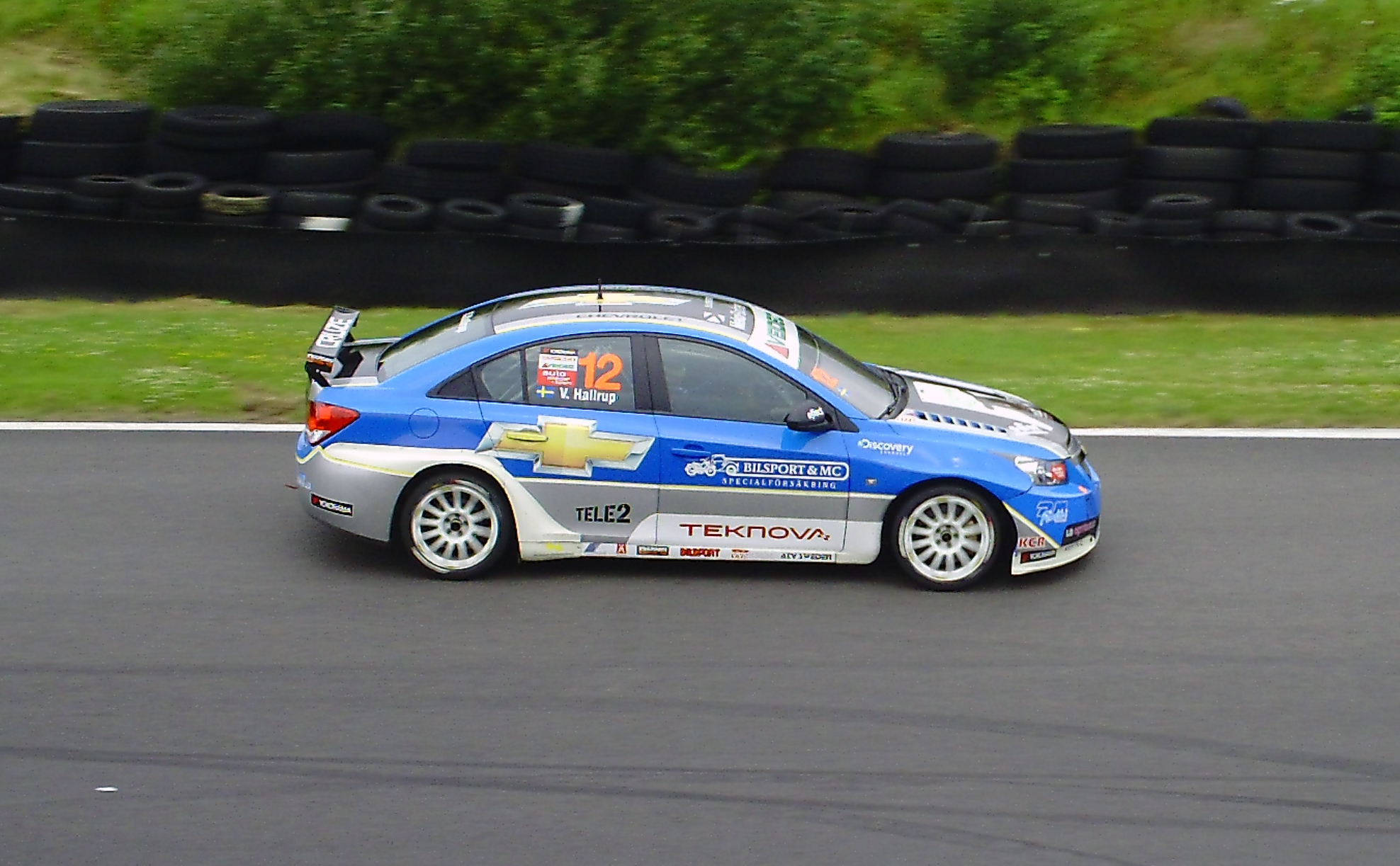
Viktor Hallrup på Falkenbergs Motorbana 2011.

NIKA Racing (förkortning för Nicklas Karlsson Racing) är ett svenskt racingteam, grundat av den tidigare racerföraren Nicklas Karlsson tillsammans med Eric Lindgren, som tävlar under namnet Chevrolet Motorsport Sweden i Scandinavian Touring Car Championship. Under 2011 kör Rickard Rydell och Viktor Hallrup för teamet.

## Historia

### NIKA Racing som enbilsteam
Karlsson grundade teamet 2006 och körde själv för det under namnet Chevrolet Motorsport Sweden med en Chevrolet Lacetti i Swedish Touring Car Championship 2007, men lyckades inte komma till start i mer än två race under säsongen. Han lämnade därefter över rollen som förare till norrmannen Thomas Schie för säsongen 2008, medan Karlsson endast var teamchef. Schie höll sig för det mesta bland de tio främsta och tog som bäst en andraplats i Göteborg City Race. Totalt blev han sjua i mästerskapet.
Schie fortsatte för teamet under 2009, men tvingades lämna efter sex race. Vilket som egentligen var anledningen till detta är inte helt klart. Schie påstod att teamet inte var tillräckligt professionellt, medan Nicklas Karlsson sade att berodde på att Schie inte hade råd att fortsätta. Platsen övertogs av Pontus Mörth, som slutförde säsongen. Han tog ofta ett fåtal poäng i racen, men kom aldrig upp på pallen. Mörth blev elva totalt, medan Schie blev fjortonde. I teammästerskapet blev Chevrolet Motorsport Sweden femma.
Chevrolet Motorsport Sweden fortsatte som enbilsteam även 2010, med Viktor Hallrup som förare i en Chevrolet Cruze. Hallrup tog poäng i nästan alla tävlingar som han gick i mål i, och avslutade säsongen med en andraplats i det sista racet på Mantorp Park. Teamet slutade på näst sista plats i teammästerskapet, medan Hallrup blev elva i förarmästerskapet.
Teamet drev även en bil i FIA WTCC Race of Italy på Autodromo Nazionale Monza under 2010. Föraren var argentinaren Leonel Pernía, som körde Viktor Hallrups bil från STCC, och blev tia i race 2. Chevrolet Motorsport Sweden lånade även ut bilen ett fåtal gånger till RML Group, Chevrolets team i WTCC.

### Större mästerskap - större satsning
Efter säsongen 2010 slogs det svenska och danska mästerskapet ihop och bildade Scandinavian Touring Car Championship. NIKA Racing, fortfarande under namnet Chevrolet Motorsport Sweden, satsade större än tidigare. Viktor Hallrup behölls som förare, samtidigt som man köpte en till Cruze för Rickard Rydell, som tidigare vunnit race i World Touring Car Championship, världsmästerskapet i standardvagnsracing. Till den näst sista tävlingshelgen på Ring Knutstorp, satte teamet in en tredje bil för den danska WTCC-föraren Michel Nykjær. För första gången är teamet med och har chans på förartiteln, inför den sista tävlingshelgen på Mantorp Park.